# Cercospora bidentis
Cercospora bidentis är en svampart som beskrevs av Tharp 1917. Cercospora bidentis ingår i släktet Cercospora och familjen Mycosphaerellaceae.   Inga underarter finns listade i Catalogue of Life.